# 6KH3刺刀
刺刀（又稱：M1959刺刀、AKM第1型刺刀；為俄罗斯国防部火箭炮兵装备总局代號）是一款由苏联以R. Todorov中校所設計的海軍偵察兵專用戰鬥刀的基礎上研製，並交由圖拉兵工廠和伊热夫斯克机械工厂所生產的制式多用途刺刀。

## 歷史
6KH3在1960年代與AKM一起採用，並且取代了6KH2刺刀。

## 設計
6KH3的特徵是刀片以上開有的夾點通孔，使得其可以將該刀型與刀鞘的凸起駐筍結合以後，用作鐵絲剪以執行許多常規操作，例如切割鐵絲網。
6KH3安裝環的設計既可讓其裝在AK、AKM突击步枪，以至SVD狙击步枪（精確射手步槍）的槍口以上一起使用。該刺刀的生產直到1968年，被AKM與AK-74所配用的6KH4刺刀所取代。
6KH3的刀片部分為單片式，而刀尖則是兩片式，而偏刀背的一邊為凹形刀片。
6KH3的刀背上具有鋸齒，可用以鋸切钢條；刀身以上具有夾點開孔，握柄是由兩片橙色酚醛塑料側板（頰板）和兩顆鉚釘拉接在一起所組成。
6KH3通過橫檔以上的槍口環與步槍的槍口保護器所連接，並且以球根狀刀柄尾部所設有的Ｔ型槽、以及其以下的彈簧閂，固定於步槍的刺刀座以上。
6KH3的刀鞘是由钢所製成，而刀鞘的上部設有橡膠絕緣體襯套和一顆橢圓形的銷釘式絕緣塗層，用於在接觸帶電鐵絲網，或是帶刺鐵絲網時，與刺刀共享保護使用者的效果。

## 生產
除了蘇聯，東方集團國家，其中包括波蘭、東德、羅馬尼亞和匈牙利當中的各間工廠亦有生產6KH3的本地版本。
當地刺刀的變化通常在構造細節上有所不同，例如波蘭版本與原版的主要區別在於刀背取消了鋸齒。

## 使用國

### 前使用國
- 保加利亞人民共和國
- 东德
- 匈牙利人民共和国

- 波蘭
- 羅馬尼亞
- 苏联

## 圖集

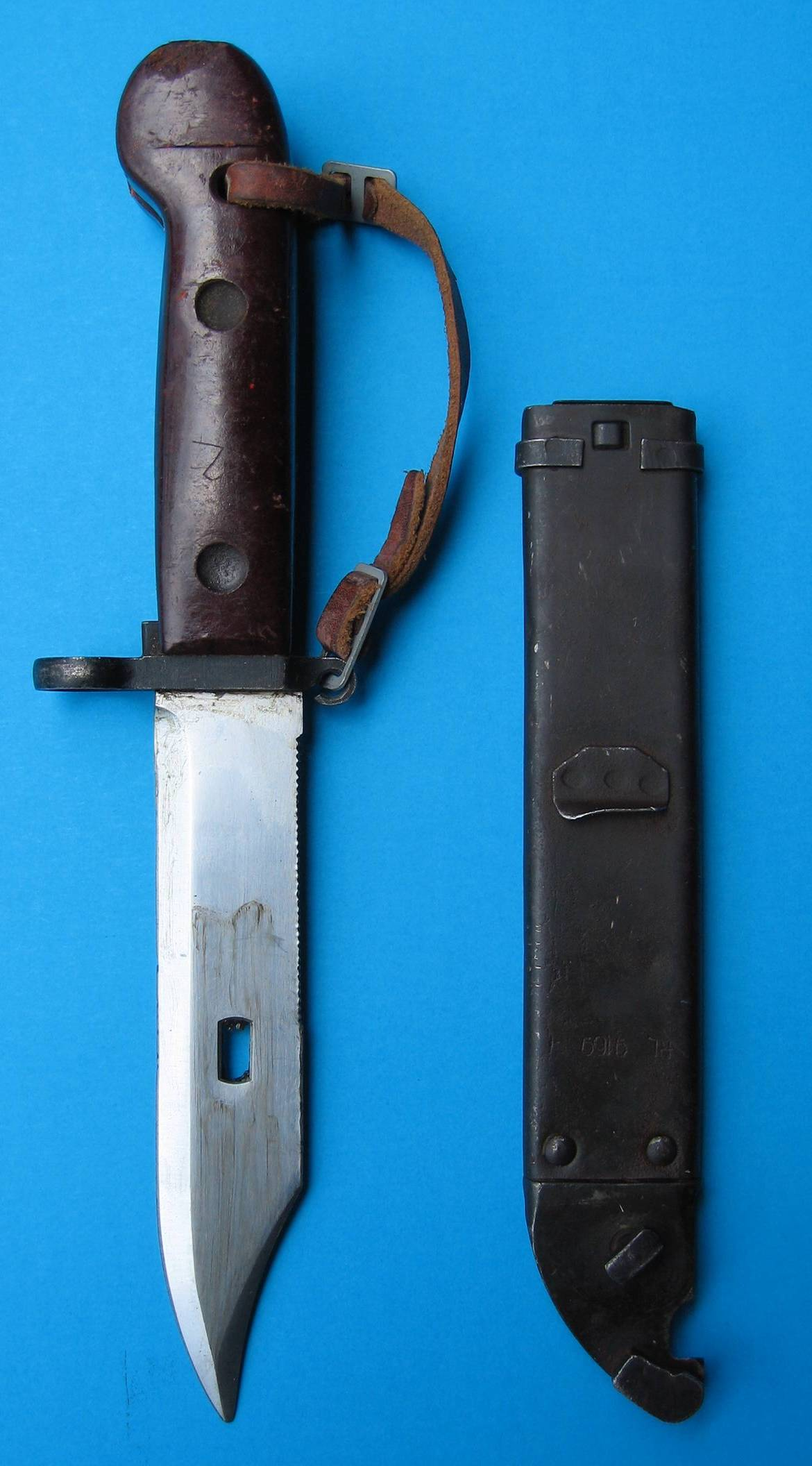
在2004年伊拉克自由行動中繳獲的薩達姆時代伊拉克軍6KH3 1959年式AKM刺刀和刀鞘。刀身中段的開口槽插入刀鞘以上的螺柱當中，以用作剪線鉗。注意該刀鞘無絕緣橡膠（橡膠墊）和系索。
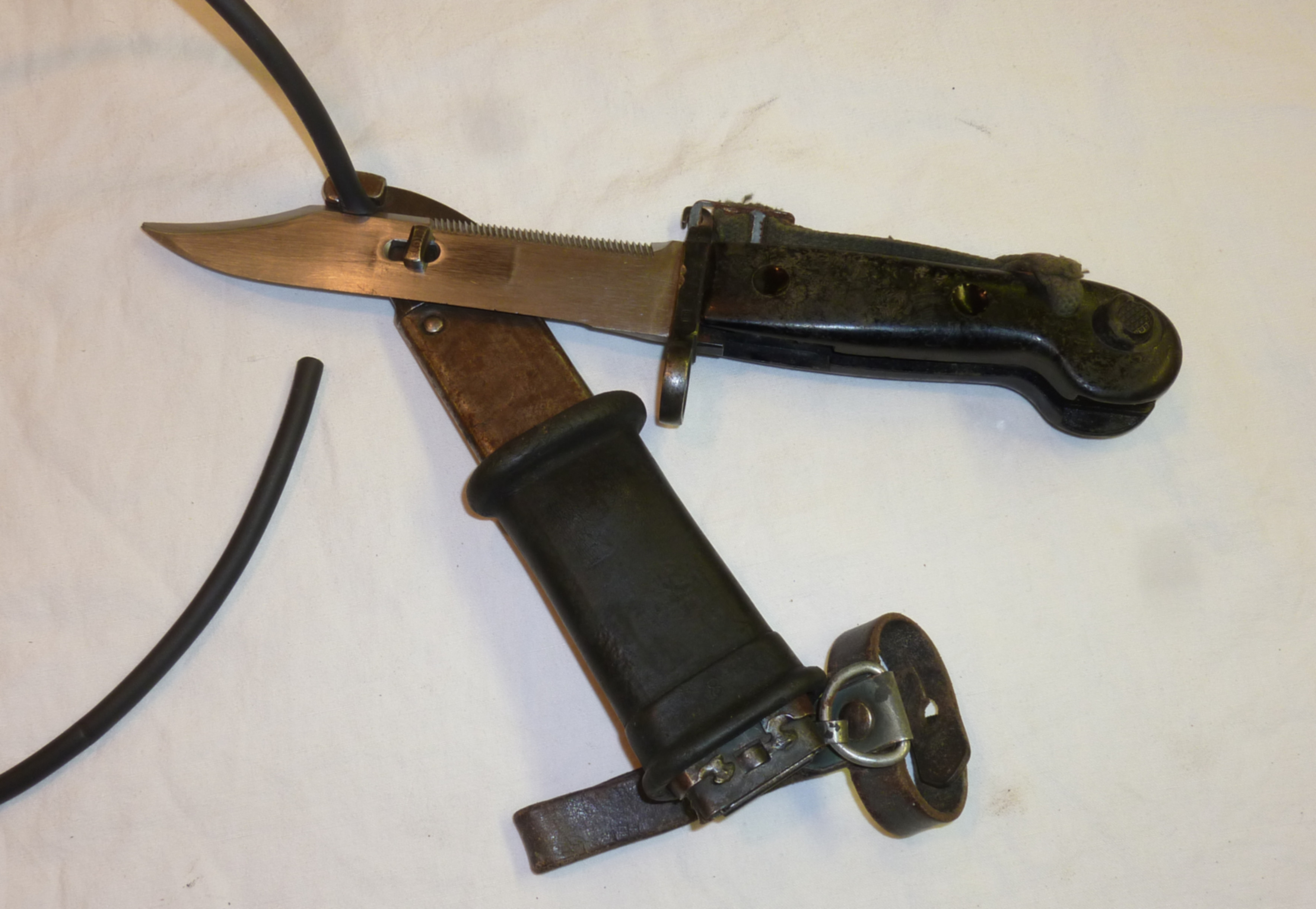
刀鞘與刺刀結合以後，就像一柄剪線鉗。
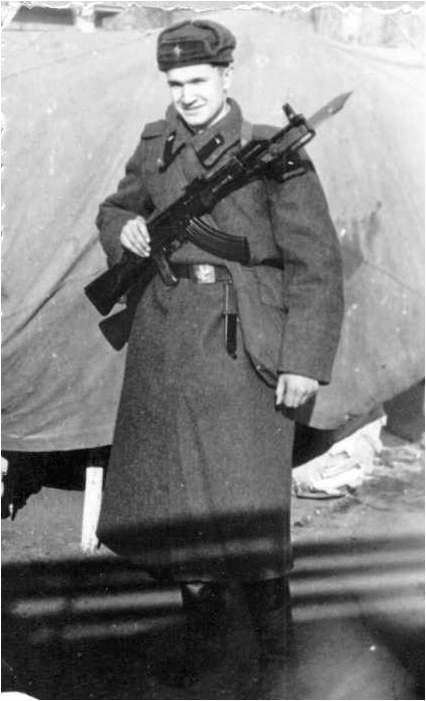
裝在AKM的槍口以上的6KH3刺刀，其配用刀鞘亦已掛在蘇聯武裝部隊军人的腰帶之上。
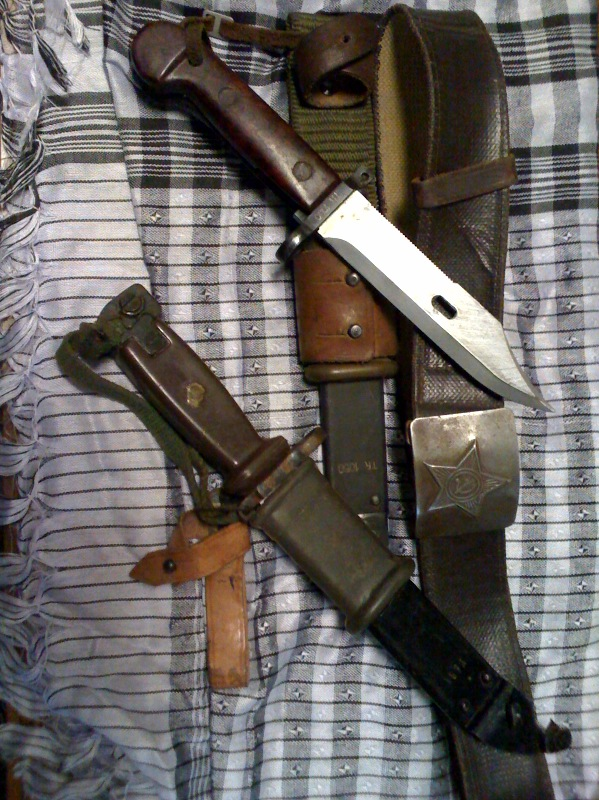
上：6KH3刺刀 下：6KH4刺刀

## 資料來源
1. 1 2 3 4  Кулинский А. Н. Штык к автомату АКМ (The knife-bayonet to the p. 1959 AKM) // Русское холодное оружие XVIII-XX вв.. — 5 000. — Санкт-Петербург: «Атлант», 2001. — Т. 2. — С. 206. — 280 с. — ISBN 5-901555-05-8.
2. 1 2 3 4  .   [2015-10-09]. （原始内容存档于2005-01-16）.
3. ↑  .   [2015-09-25]. （原始内容存档于2015-09-27）.
4. 1 2 3 4  Монетчиков С. «Пуля — дура, штык — молодец» （页面存档备份，存于） // Братишка : Ежемесячный журнал подразделений специального назначения. — М.: ООО «Витязь-Братишка», 2007. — № 12. — С. 42-45.

## 外部連結
- （英文）—.   [2015-09-25]. （原始内容存档于2015-09-27）.
- （俄文）—.   [2015-09-25]. （原始内容存档于2015-09-27）.
- （简体中文）—D Boy Gun World（槍炮世界）— 卡拉什尼科夫专辑—刺刀（页面存档备份，存于）